# Ernst Friedrich Richter
Pour les articles homonymes, voir Richter.
Ernst Friedrich Eduard Richter est un théoricien, organiste, pédagogue et compositeur saxon, né à Großschönau en royaume de Saxe le 24 octobre 1808 et mort à Leipzig le 9 avril 1879.

## Biographie
Ernst Friedrich Richter était le fils d'un instituteur. Il a fait ses études au Gymnasium de Zittau; il a ensuite étudié la théologie à l'Université de Leipzig. Il a reçu sa formation musicale du Thomaskantor Christian Theodor Weinlig. Sa réputation était telle qu'en 1843, il est devenu professeur d'harmonie et de contrepoint au conservatoire de musique nouvellement fondé par Felix Mendelssohn. À la mort de Moritz Hauptmann le 3 janvier 1868, il a été nommé Thomaskantor de l'église Saint-Thomas de Leipzig, conduisant le Chœur de l'église Saint-Thomas, un poste qu'il a tenu jusqu'à son décès.

## Écrits
- Die Grundzüge der musikalischen Formen und ihre Analyse, Leipzig, 1852 Die Grundzüge der musikalischen Formen und ihre Analyse sur Google Livres
- Lehrbuch der Harmonie, Leipzig, 1853, 36e éd. 1953; en anglais, New York, 1867, nouvelle trad. de Theodor Baker, New York 1912; en français, trad. de Sandré, 1884; également en suédois, russe, polonais, italien, espagnol, néerlandais. Lehrbuch der Harmonie sur Google Livres
- Lehrbuch der Fuge, Leipzig, 1859, 9e éd. 1921, en anglais traduction de Franklin Taylor, en français, Paris 1892. Lehrbuch der Fuge sur Google Livres
- Katechismus der Orgel, Leipzig 1868, 4e éd. 1896 (Katechismus der Orgel sur Google Livres
- Lehrbuch des einfachen und doppelten Kontrapunkts, Leipzig, 1872

## Compositions
Richter a composé des Psaumes pour Chœur et Orchestre, des Motets, deux Messes, un Stabat Mater, des Lieder, des pièces pour piano et pour Orgue et des quatuors à cordes, dont:
- Oratorio: Christus der Erlöser (créé le 8 mars 1849). `
- Hymne zur Jubelfeier der Erfindung der Buchdruckerkunst.
- Cantate pour la fête de Schiller (1859).
- Prière pour Soprano et Alto avec Orgue.
- 6 Hymnes pour Alto ou Mezzosoprano avec accompagnement d'un Quintette.
- Une Ouverture pour grand Orchestre,
- des Psaumes avec Orchestre:
  - Ps.126.  Op. 10;
  - Ps.116.  Op. 16;
  - Ps.131.  Op. 17.
- Hymnes:
  - Heilig und hehr, pour Chœur et Orchestre, Op. 8
  - Ecce quomodo moritur, pour Chœur et Orchestre, Op. 57.
- Psaumes et Motets sans accompagnement
  - Op. 22, 3 Motets;
  - Op. 36, 4 Motets 8st. (Ps. 100, 95, 114, 7);
  - Op. 40, 3 Motets;
  - Op. 42, Ps. 22;
  - Op. 45, Motet (Herr, höre mein Gebet);
  - Op. 56, Ps. 68, 2 chœurs
- Motets pour voix d'hommes (Wie lieblich sind deine Wohnungen),
  - Op. 38. Messe,
  - Op. 44; Messe, 2 chœurs
  - Op. 46;
  - Salvum fac regem, Op. 23;
  - Stabat mater, Op. 47;
  - Agnus Dei,  Op. 49;
  - 6 geistl. Gesänge, 6st. Op. 50.
- 40 vierstimmige geistl. Gesänge für gemischte Stimmen: Op. 24, 41, 43, 52, 53, 54 et 55;
- 5 pour voix d'hommes Op. 32 et 39;
- Dithyrambe v. Schiller pour Chœur et Clavier Op. 48;
- 16 Lieder pour voix mixtes (Op. 12, 14 et 18)
- 10 pour voix d'hommes (Op. 1 et 51);
- 8 zweistimmige Lieder mit Clavier Op. 13 et 35;
- 16 einstimmige Op. 9, 11 und 15.
- Quatuor à cordes (mi mineur), Op. 25;
- Sonate pour piano et Violon (la mineur), Op. 26;
- Sonate pour piano et violoncelle (la majeur) Op. 37.
- Variations sur un thème original, Op. 34
- 6 Clavierstücke, Op. 58, à 4 mains.
- Sonate pour piano (ut dièse mineur), Op. 27
- Sonate pour piano (mi bémol), Op. 33. Op. 19;
- 3 Präludien und Fugen, Op. 21;
- 6 u. 3 Trios oder Choralvorspiele, Op. 20 et 29.
- Präludium zum Chorale: Gott des Himmels und der Erden.